# Thinking of You
Thinking of You ist ein Lied des deutschen Dance-Projekts R.I.O. Es wurde am 27. März 2015 als Single und Download veröffentlicht. Gesungen wird der Track von ihrem Songwriting-Kollegen Andreas Ballinas, der auch im Musikvideo zu sehen ist. Vorgestellt wurde der Titel erstmals auf der Kontor Top of the Clubs Vol. 66. Das Lied weist eine vollständig andere Seite des Duos auf. Grund dafür ist, dass sie für die Produktion erstmals einen Deep-House-Beat verwendet wurde und keinen Big-Room-Drop, wie bei der Vorgänger-Single One in a Million.

## Musikvideo
Das Musikvideo wurde am 27. März 2015 von dem YouTube-Kanal des Plattenlabel Kontor Records hochgeladen. Hauptperson der Videos ist eine junge Frau. Per Anhalter reist sie durch Amerika. Einer ihrer Anhaltspunkte ist auch der Sänger des Liedes. Daraufhin sieht man gemeinsame Szenen der beiden, darunter wie sie auf Bahnschienen im Sonnenuntergang balancieren, wie sie sich im Arm liegen und wie sie gemeinsam in einem Auto durch die Umgebung fahren, wobei die Frau sich in der letzten Szene von ihm verabschiedet und weiter trampt. Des Weiteren wird auch der Sänger allein gezeigt, wie er den Text des Liedes playback singt und Gitarre spielt. Parallele des Songtextes und Videos liegen darin, dass die Lyrics an die Frau gerichtet sind, die der Sänger sie nicht aus dem Kopf bekommt. Nach nur zwei Wochen zählte das Video mehrere hunderttausend Klicks.

## Mitwirkende
Der Track wurde von Yanou, Manian und Sänger Andres Ballinas geschrieben und komponiert. Der Song wurde von Yanou und Manian produziert und wurde über ihr eigenes Label Zooland Records und das Dance-Label Kontor Records veröffentlicht. Auf dem Singlecover des Liedes wird Ballinas nicht genannt. Obwohl dieser seit Jahren bei ihren Songs als Komponist und Songwriter mitwirkt, ist dies die erste, von ihm gesungene Veröffentlichung. Die Synthesizerelemente stammen von den Produzenten Manian und Yanou stammen. Im Gegensatz zu zahlreichen vorher veröffentlichten Liedern, ist dieser Track eine Eigenkomposition.

## Rezeption

### Kritik
Das Lied erhielt bereits im Vorfeld sehr gemischte Kritiken. Zum einen wurde das Lied als Sommer-Hit 2015 gehandelt, dennoch machte sich Enttäuschung bei zahlreichen Fans breit. Grund dafür war die Wahl des Stils, die auf den zu der Zeit sehr populären Deep-House fiel.
Ein Beispiel dafür ist ein Review des Kritikers Sebastian Wernke-Schmiesing von der Webseite Dance-Charts. Er schrieb:

„Die "R.I.O. - Thinking Of You" ist zu 100% für den Sommer und für die Charts komponiert und produziert worden. Gute Laune, eine lockere Atmosphäre und Stimmung tragen dazu bei, dass dieser Ohrwurm einen schon nach wenigen Takten packt. Aber wenn vielleicht die Fans alter R.I.O. Songs, bzw. dessen Style enttäuscht sein könnten (denn hier gibt es keine Party-Nummer), liefert das Dance-Projekt hier einen sehr guten potenziellen Sommerhit ab. Man darf gespannt sein, wie sich die "Thinking Of You" in den Charts entwickeln wird.“

### Kommerzieller Erfolg
Bereits durch das vorzeitige Release auf iTunes erreichte das Lied die dortigen Top-100 in Deutschland, Österreich und der Schweiz. Über Platz 84 und 6 andauernde Tage kam der Track allerdings nicht hinaus. Des Weiteren verfehlte das Lied nach der Veröffentlichung die Top-100, sowohl im Download- als auch im Single-Chart-Bereich. Gründe dafür sind laut Kritikern fehlende Airplay-Promotion und nicht vorhandener Wiedererkennungswert.

## Versionen und Remixe
| #  | Version / Remix              | Länge |
| -- | ---------------------------- | ----- |
| 1. | Video Edit                   | 3:24  |
| 3. | Extended Mix                 | 4:27  |
| 4. | CJ Stone Remix               | 4:11  |
| 3. | DJ Gollum feat. DJ Cap Remix | 5:11  |